# Pachycraerus praeliaris
Pachycraerus praeliaris är en skalbaggsart som beskrevs av Lewis 1901. Pachycraerus praeliaris ingår i släktet Pachycraerus och familjen stumpbaggar. Inga underarter finns listade i Catalogue of Life.